# Pyrrhogyra ollius
Pyrrhogyra ollius är en fjärilsart som beskrevs av Hans Fruhstorfer 1908. Pyrrhogyra ollius ingår i släktet Pyrrhogyra och familjen praktfjärilar. Inga underarter finns listade.